# Luís Oliveira
Luís Airton Barroso Oliveira, conhecido apenas por Oliveira (São Luís, 24 de março de 1969), é um ex-futebolista e treinador de futebol brasileiro naturalizado belga.
Jogou quase toda a carreira em equipes da Itália, principalmente Cagliari, Fiorentina e Catania.

## Carreira

### Jogador
Filho de Zezico, ex-jogador do Moto Club, Oliveira iniciou a carreira futebolística atuando pelo Tupan nas categorias de base.
Sua habilidade chamou a atenção de olheiros do Anderlecht da Bélgica. Em 1988, atuou em cinco jogos na campanha do vice-campeonato do clube. Na temporada seguinte, foram 26 jogos e oito gols, em mais um vice do clube.
Na temporada 1990/91, embalou definitivamente com 18 gols em 33 jogos, sendo destaque absoluto na campanha do título da equipe. Foi o segundo mais votado na eleição do melhor jogador do futebol belga em 1990, só perdendo para o meio-campista Leo van der Elst. Pelo clube, marcou 36 gols em 95 partidas, o suficiente para se tornar ídolo.
Após se naturalizar belga em 1991, foi jogar no futebol italiano em 1992, inicialmente pelo Cagliari, realizando 134 partidas e marcando 47 gols em sua primeira passagem pela equipe da Sardenha. Foi goleador, titular absoluto e o grande nome da campanha semifinalista da equipe na Copa Uefa 1993/94. Na temporada 1995/96, outro bom desempenho: 33 jogos e 15 gols. Apesar de conquistar a torcida do Cagliari, Oliveira colecionou litígios com Carlo Mazzone, que criticava o corte de cabelo do atacante.
Em 1996, é contratado pela Fiorentina, formando um trio de ataque com o argentino Gabriel Batistuta e o brasileiro Edmundo. Marcou 15 gols em 33 jogos, na temporada 1997/98. Até 1999, antes da crise financeira que iniciava-se na Viola, o atacante disputou 95 jogos e marcou 27 gols. Voltou ao Cagliari no mesmo ano, mas sem repetir o bom desempenho que teve na primeira passagem: foram apenas 5 gols marcados em 24 partidas.
No Bologna, entra em campo por apenas 17 oportunidades, marcando um único gol.
Pelo Como, equipe da Série B italiana, Oliveira conseguiu recuperar seu faro de artilheiro ao marcar 23 gols em 38 jogos. Porém, este desempenho não bastou para que fosse contratado por uma equipe maior. Desentendimentos com a diretoria fizeram com que o atacante saísse do Como em 2002, rumando em seguida para o Catania, mostrando-se novamente decisivo para o clube siciliano: em 74 jogos, Oliveira balançaria as redes adversárias por 28 vezes, ganhando o apelido de "Il Falco", pela maneira de comemorar seus gols.
Ainda teve uma passagem esquecível pelo Foggia, única equipe onde não marcou gols, na temporada 2004-05, tendo disputado 14 partidas.
Entre 2005 e 2006, ainda vestiu as camisas de Venezia e Lucchese, sem sucesso em nenhum dos 2 clubes.
Voltaria à Sardenha (terra de sua esposa e de seus filhos) para representar a Nuorese, revivendo seus melhores momentos ao marcar 25 gols em 63 jogos.
Em julho de 2008, aos 39 anos, disputa a Série D italiana pelo Derthona e, no ano seguinte, é contratado pelo Muravera, time da Eccellenza Sarda (liga semi-profissional), onde acumulou funções de jogador e técnico. Em 12 jogos, Oliveira marcou 14 gols, encerrando sua carreira como atleta em 2011, aos 42 anos.

### Treinador
Voltou ao Muravera em 2012, desta vez como treinador em tempo integral, exercendo o cargo durante um ano.
Teve ainda uma curta passagem pelo Pro Patria em 2014, antes de ser contratado pelo Floriana, em junho de 2015. Após um ano exercendo o cargo, Oliveira foi substituído por Giovanni Tedesco.
Regressou ao Muravera em junho de 2017, permanecendo uma temporada no clube, tendo uma segunda passagem pelo Floriana, em 2018.

## Seleção da Bélgica
Naturalizado belga desde 1992, Oliveira (pronunciado em francês como "Oliverrá") representou a seleção em 31 jogos e marcou 7 gols até 1999.
Sua estreia foi num amistoso contra a Tunísia, com vitória belga por 2 a 1, em 26 de fevereiro de 1992.
Pelas eliminatórias da Copa de 1994, jogou 5 partidas, mas o técnico Paul Van Himst não convocou o atacante para o torneio.
Titular na campanha de qualificação, representou seu país adotivo na Copa de 1998, na França. Esteve nas três partidas da Bélgica na primeira fase, mas pouco apareceu, sendo substituído contra Holanda e Coreia do Sul.
O atacante só faria mais dois amistosos, em 1999, antes de sua passagem pela equipe belga se encerrar, com 31 jogos e sete gols.

## Títulos
RSC Anderlecht
- Campeonato Belga: 1990-91,1992-93
- Supercopa da Bélgica: 1987-88, 1988-89
- Bruges Matins: 1988

Fiorentina
- Supercopa da Itália: 1996
- Copa da Itália: 1995-96

Como
- Campeonato Italiano de Futebol Serie B: 2001-02

Venezia
- Campeonato Italiano de Futebol Serie C2: 2005-06